# چد بالا
چد بالا، روستایی در دهستان بیرک شرقی بخش بیرک شهرستان مهرستان در استان سیستان و بلوچستان ایران است. این روستا، مرکز دهستان بیرک شرقی است.

## جمعیت
بر پایه سرشماری عمومی نفوس و مسکن در سال ۱۳۹۵، جمعیت این روستا برابر با ۵۲۲ نفر (۱۱۷ خانوار) بوده‌است.